# Дворище (Струго-Красненский район)
Дворище — деревня в Струго-Красненском районе Псковской области России. Входит в состав сельского поселения «Марьинская волость».

## География
Находится на северо-востоке региона, в северо-западной части района, в лесной местности около д. Озерево, урочища Межурки.
Уличная сеть не развита.

## История
Согласно Закону Псковской области от 28 февраля 2005 года деревня Дворище вошла в состав образованного муниципального образования Сиковицкая волость.
До апреля 2015 года деревня Дворище входила в Сиковицкую волость.
В соответствии с Законом Псковской области от 30 марта 2015 года № 1508-ОЗ деревня Дворище, вместе с другими селениями упраздненной Сиковицкой волости, вошла в состав образованного муниципального образования «Марьинская волость».

## Население
| 2001 | 2002 | 2010 | 2011 |
| ---- | ---- | ---- | ---- |
| 10   | ↘9   | ↘5   | ↘3   |

## Инфраструктура
Личное подсобное хозяйство. Вывоз леса, деревообработка. В 2,5 км находится карьер (каменоломня).
Почтовое отделение, обслуживающее д. Дворище, — 181114; расположено в бывшем волостном центре д. Сиковицы.

## Транспорт
Стоит на дороге местного значения, связывающей деревню с д. Узьмино, Нишева (через Озерево).
Остановка «Дворище», проходит автобус по маршруту «Струги-Красные — Музовер».